# Palacio Real de Nom Pen

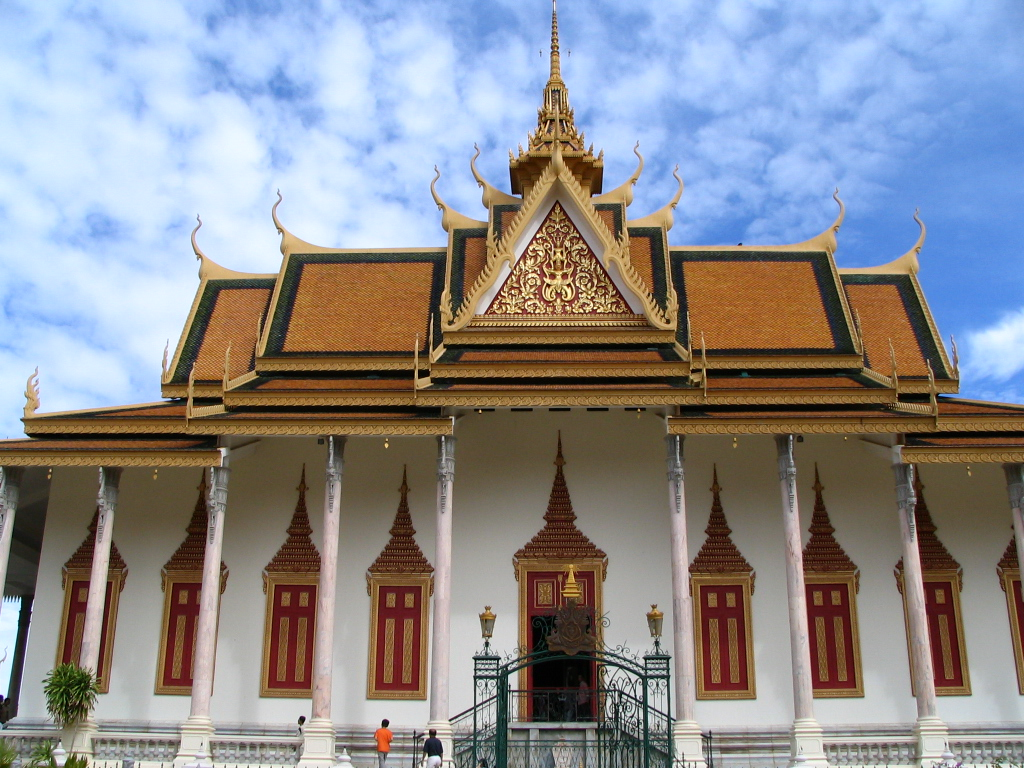
Fachada del Palacio Real de Nom Pen.

El Palacio Real de Nom Pen, Camboya, es un conjunto de edificios en donde se encuentra la residencia de los reyes de Camboya desde su construcción en 1866. Su nombre completo en jemer es Preah Barom Reachea Vaeng Chaktomuk. 
Su construcción comenzó tras la decisión del rey Norodom de cambiar la capital real de Oudong a Nom Pen a mediados del siglo XVII. Se construyó en el antiguo emplazamiento de una ciudadela llamada Banteay Kev. 
Está dirigido al oriente y está situado en la orilla occidental de una división en cuatro del río Mekong llamada Chaktomuk en honor a Brahmā. 

## Secciones
Está dividido en tres recintos principales. Al norte el de la Pagoda de Plata, al suroeste el Palacio Khemarin y en el centro la Sala del Trono. Su construcción tomó varios años, y algunos edificios no fueron terminados sino hasta mediados del siglo XX.

### Sala del Trono

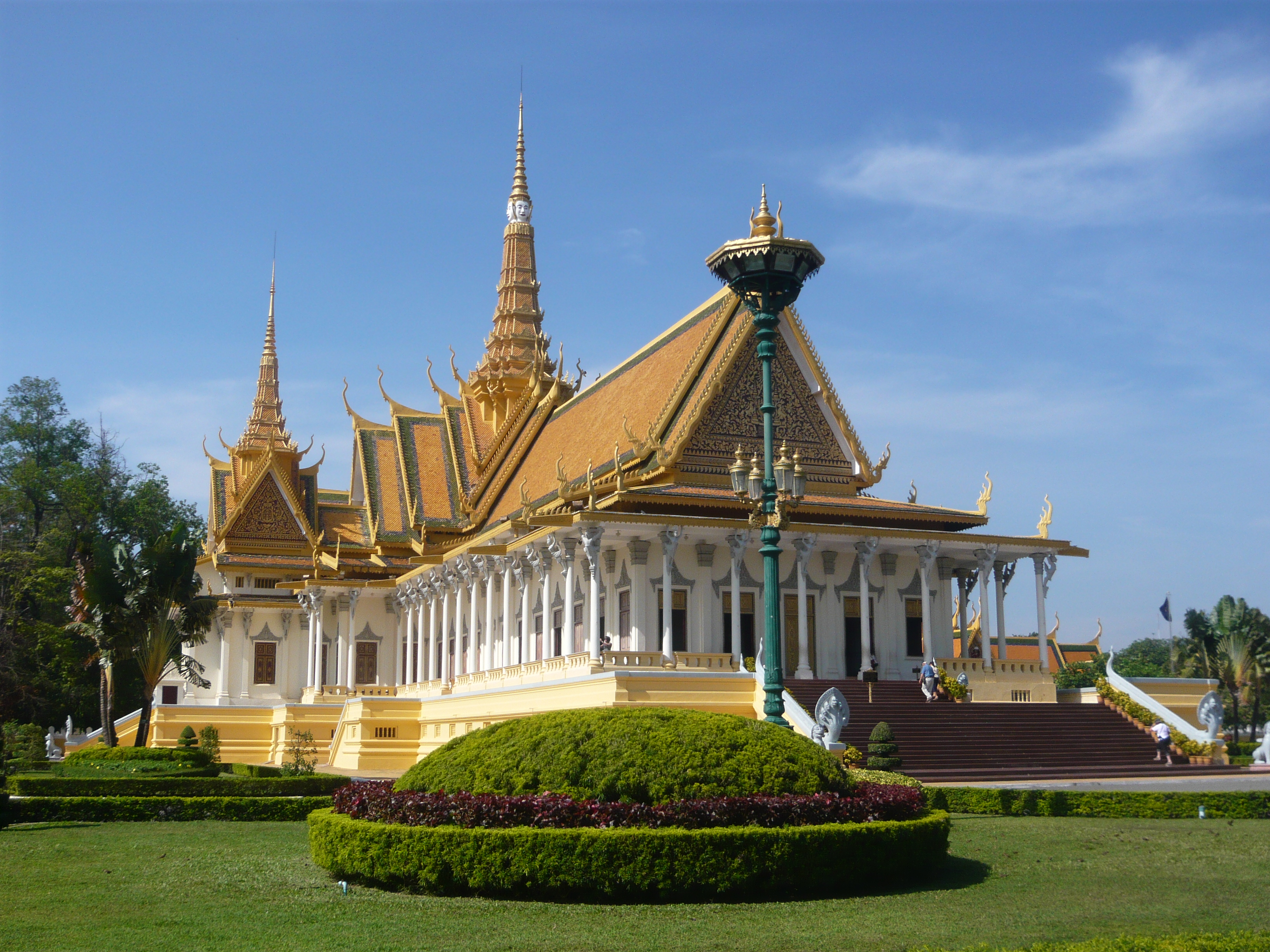
La Sala del Trono del Palacio Real.

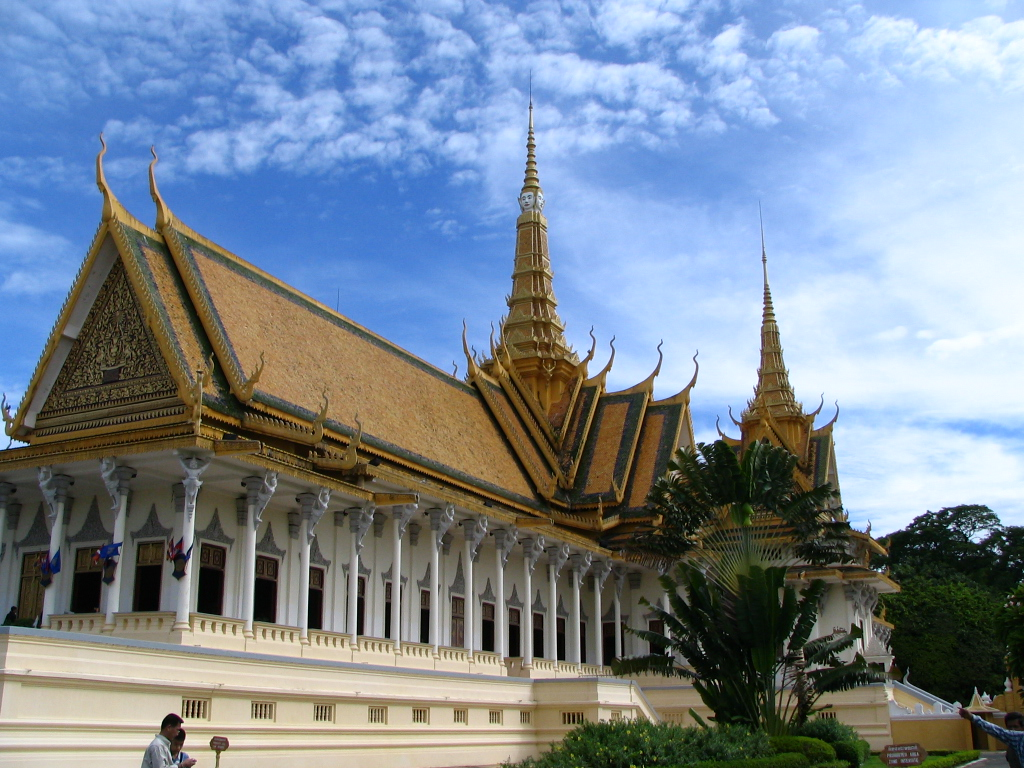
La Sala del Trono.

En jemer la La Sala del Trono es Preah Thineang Dheva Vinnichay, es decir "Asiento Sagrado del Juicio". 
Está rematado por tres chapiteles, de los cuales el central (de 59 metros de altura) tiene en su ápice el cuádruple rostro blanco de Brahmā. 
En su interior alberga el trono real y bustos de los reyes de Camboya.

### Pagoda de Plata

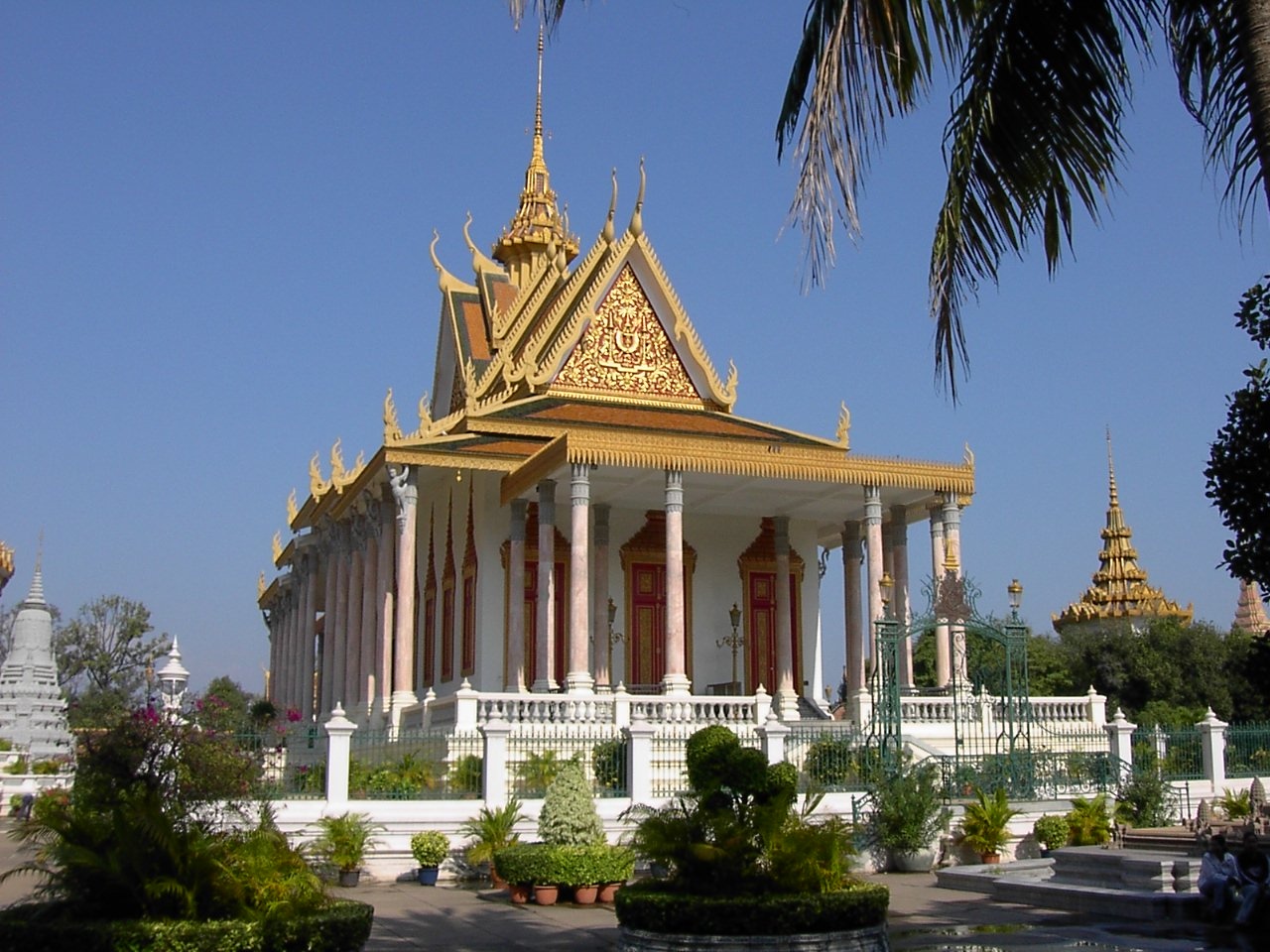
Recinto de la Pagoda de Plata.

En la Pagoda de Plata se encuentra el templo real Preah Vihear Preah Keo Morakot, más conocido como Wat Preah Keo. 
Su edificio principal contiene tesoros nacionales como estatuas de buda de oro con incrustaciones en piedras preciosas. Entre ellos destaca una estatua del siglo XVII de cristal conocida como el Buda de Esmeralda, y una estatua casi de tamaño real de Buda Maitreya con 9.584 diamantes encargado por el rey Sisowath. 
Durante el primer reinado de Sihanouk (antes del régimen de los Jemeres Rojos), fue recubierta con más de 5.000 baldosas de plata y algunas zonas de su fachada exterior fueron recubiertas con mármol italiano.

## Palacio Khemarin

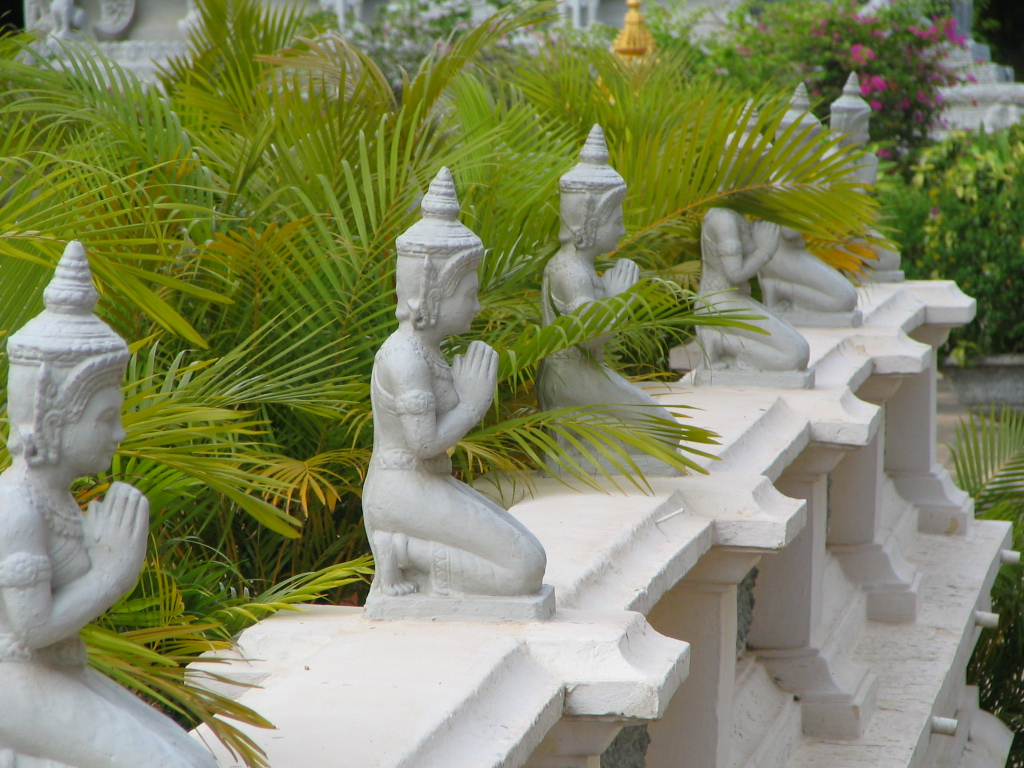
Detalle de la decoración del Palacio Real.

El  Palacio Khemarin es el nombre del edificio llamado Prasat Khemarin, que significa "Palacio del rey Jemer". 
Es la residencia del rey de Camboya y está separado del resto del conjunto por un muro. 
Se encuentra a la derecha de la Sala del Trono. En el ápice del edificio principal se encuentra un chapitel de tipo prang.